# Àngel Rangel
Àngel Rangel Zaragoza (Sant Carles de la Ràpita, Spanyolország, 1982. október 28. –) spanyol labdarúgó, aki jelenleg a Swansea Cityben játszik, hátvédként.

## Pályafutása

### Kezdeti évek
Rangel felnőtt pályafutása első éveiben megfordult a CD Tortosa, a CF Reus Deportiu, a Girona, a Sant Andreu és a Terrassa csapataiban is, de soha nem jutott feljebb a spanyol harmadosztálynál.

### Swansea City
2007 nyarán leigazolta az angol harmadosztályban szereplő Swansea City, ahol honfitársa, Roberto Martínez volt a menedzser. Első szezonjában fontos szerepe volt abban, hogy csapata 24 év után bajnokként visszajutott a másodosztályba. Első gólját 2007. november 27-én szerezte, a Hartlepool United ellen. Két héttel később, a Southend United ellen ismét eredményes volt. 2008 áprilisában beválogatták az év álomcsapatába a harmadosztályban, négy csapattársával együtt.
2008. szeptember 5-én 2010 júniusáig meghosszabbította szerződését a klubbal. 2010 februárjában további egy évre aláírt. A 2010-11-es szezonban csapatával feljutott a Premier League-be, miután csapata legyőzte a Readinget a rájátszás döntőjében. 2011 júniusában új, hároméves kontraktust írt alá a Swansea-vel. Novemberben megválasztották a Premier League legjobb hátvédjének. 34 mérkőzésen lépett pályára első élvonalbeli szezonjában, hozzájárulva csapata bennmaradásához.
2012. augusztus 25-én megszerezte első gólját az első osztályban, a West Ham United ellen. 2013. március 8-án 2016-ig meghosszabbította szerződését. 2015. április 19-én további egy évvel megtoldotta érvényben lévő szerződését.

### A válogatottban
Rangel kérelmezte, hogy szerepelhessen a walesi válogatottban, de kérelmét 2012 júliusában elutasították, mivel nem volt folyamatos  ötéves  tanulói jogviszonya az országban.

## Magánélete
2013. január 18-án Rangel és felesége, Nikki Swansea városában autóztak, hogy ételt osszanak a hajléktalanoknak. Az ötlet egy szendvicseket áruló étkezdében merült fel bennük, amikor meghallották, hogy a vezető arról panaszkodik, hogy zárás előtt mennyi ételt kell kidobnia. Elkérték tőle a megmaradt szendvicseket, de az utcán nem találtak hajléktalanokat, mert túl hideg volt, ezért végül egy menhelynek adományozták az élelmiszert.
2013. április 5-én bejelentette, hogy egy jótékonysági árverést szeretne szervezni, hogy rákközpontoknak és -alapítványoknak gyűjtsön pénzt. Az ötletet felesége adta, akinek több rokonát is daganatos betegséggel diagnosztizálták.

## Külső hivatkozások
- Àngel Rangel pályafutásának statisztikái a Soccerbase oldalon (angolul)